# Окампо, Сильвина
Сильви́на Ока́мпо (исп. Silvina Ocampo; 28 июля 1903 года, Буэнос-Айрес, Аргентина — 14 декабря 1993 года, там же) — аргентинская поэтесса и писательница.

## Биография
Родилась 28 июля 1903 года в Буэнос-Айресе, в аристократической семье. Была младшей из шести детей Мануэля Окампо и Рамоны Агуре. Образование получила дома. Одной из её сестёр была Виктория Окампо, выдающийся литературный организатор, издатель аргентинского журнала Sur, имевшего международную славу. 
В 1920-х годах Сильвина жила в Париже, брала уроки живописи у Джорджо де Кирико и Фернана Леже.
В 1940 году Сильвина Окампо вышла замуж за Адольфо Биоя Касареса, а в 1954 году удочерила ребёнка Биой Касареса — Марту Биой Окампо.
Сильвина Окампо умерла 14 декабря 1993 года. Похоронена на кладбище Реколета.

## Произведения
Сильвина Окампо дебютировала сборником рассказов «Забытое путешествие» (исп. «Viaje olvidado») в 1937 году.  
Далее последовали три книги стихотворений: «Enumeración de la patria», «Метрические пространства» (исп. Espacios métricos) и «Сонеты сада» (исп. Los sonetos del jardín). 
За поэтический сборник «Метрические пространства», опубликованный издательством Sur, она получила «Муниципальную Премию» в 1954 году. 
В 1953 году она заняла второе место в Национальном Конкурсе Поэзии за «Los nombres», и снова напомнила о себе в 1962 году, заняв первое место с «Lo amargo por dulce».
В соавторстве с мужем Сильвина Окампо опубликовала «Ненависть любви» в 1946 году, а в 1956 году вышла её совместная с Хуаном Родольфо Вилькоком пьеса «Los Traidores». 
Вместе с Хорхе Луисом Борхесом и Адольфо Биоем Касаресом участвовала в создании знаменитой «Антологии фантастической литературы» в 1940 году, а также «Антологии аргентинской поэзии» в 1941 году. 
Сильвине Окампо посвящён знаменитый рассказ Хорхе Луиса Борхеса «Пьер Менар, автор „Дон Кихота“».
Книги Сильвины Окампо переведены на английский, французский, итальянский и другие языки.

## Переводы на русский язык
- Окампо С. Фотографии // Аргентинские рассказы / Сост. Э. Брагинская. — М.: Художественная литература, 1981. — С. 73-77. — 286 с.
- Окампо С. Искупление // Книга песчинок: Фантастическая проза Латинской Америки / Сост., вступ. ст. Вс. Багно. — Л.: Художественная литература, 1990. — С. 305-314. — 416 с. — ISBN 5-280-00971-7.
- Окампо С. Рассказы из сборника «Фурия» // Иностранная литература. — 2022. — № 12. — С. 122-152.